# Neuer Market
Le Neuer Market était un segment de la Bourse de Francfort consacré aux jeunes entreprises technologiques à fort potentiel de croissance et besoins important de financement, créé en 1998 et fermé en 2003. 

## Histoire
Le Neuer Market s'adressait à des jeunes sociétés qui avaient dans un premier temps fait appel au capital risque, afin que leurs actionnaires peuvent ensuite vendre leurs participations sur le marché boursier après quelques années, dans une période de fort intérêt pour les jeunes sociétés. Il était réservé à des investisseurs acceptant un risque beaucoup plus important, et prêts à passer un peu de temps à étudier la technologie et le potentiel de ces sociétés.
Après avoir connu une ascension parallèle à celle des valeurs qu'il abritait, il a subi une chute spectaculaire lors du Krach boursier de 2001-2002. Après un plus haut, atteint en mars 2000 à 8 140 points, le  a perdu 96 % de sa valeur, plongeon supérieur aux 77 % perdus par le Nasdaq américain au même moment. Sur la même période, le Nuovo Mercato italien et le Nouveau Marché français ont affiché pour leur part des reculs de 93 % environ.
La fermeture en 2003 du Neuer Market a de ce fait porté un coup à l'industrie allemande du capital risque.